# Деулино (Московская область)
Деу́лино — село в городском поселении Сергиев Посад Сергиево-Посадского района Московской области.

## История

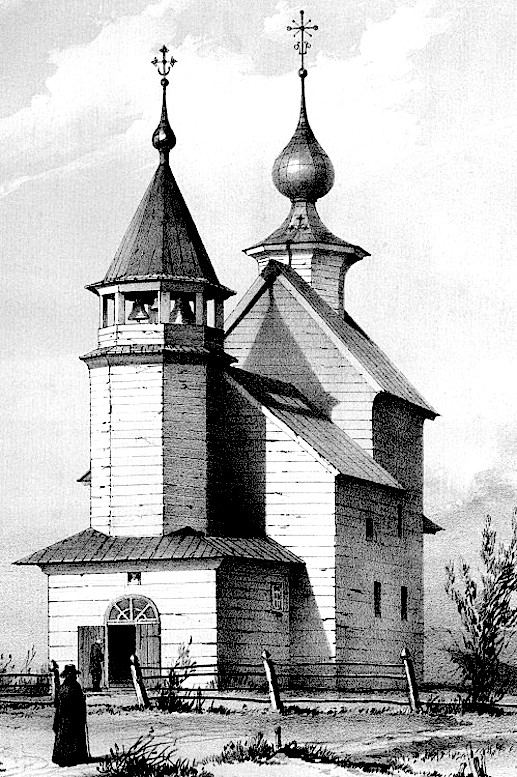
Храм Спаса Нерукотворного Образа. Гравюра из книги Русская старина в памятниках церковного и гражданского зодчества. 1857

Впервые упоминается в писцовых книгах конца XVI века как деревня Девулино. Название происходит от антропонима Девуля.
В 1618 году в селе было подписано Деулинское перемирие между Российским государством и Речью Посполитой, завершившее Русско-польскую войну 1609—1618 годов. В следующем же году, «по повелению Самодержца» и с целью увековечения памяти об этом событии, в Деулине возвели храм Нерукотворного Спаса с колокольней. 15 декабря 1619 года этот храм был по благословению патриарха Филарета освящён архимандритом Троице-Сергиева монастыря Дионисием. Впоследствии храм Нерукотворного Спаса был уничтожен пожаром.
В 1849—1853 годах на средства прихожан была построена каменная Спасская церковь, стилизованная «под старину». В 1876—1882 годах к ней была пристроена колокольня. В 1938 году церковь была закрыта. Возвращена верующим в 1991 году и является подворьем Троице-Сергиевой лавры на котором погребают усопших насельников лавры. В частности, возле храма погребены архимандрит Георгий (Тертышников), архимандрит Герман (Чесноков), игумен Георгий (Бестаев), игумен Андроник (Трубачев), епископ Никандр (Коваленко), игумен Тихон (Барсуков), схиархимандрит Михаил (Белаев), архимандрит Лаврентий (Постников), иеродиакон Алексий (Письменюк), архимандрит Серафим (Шинкарев), игумен Виссарион (Великий-Остапенко), игумен Борис (Храмцов), схиархимандрит Рафаил (Иванов), архимандрит Виталий (Мешков), схиархимандрит Никон (Деев), игумен Косма (Алехин), архимандрит Филарет (Харламов), архимандрит Сергий (Петин), архимандрит Исайя (Белов) и другие монахи Троице-Сергиевой лавры
До 1939 года Деулино — центр Деулинского сельсовета.

## Население
| 2002 | 2006 | 2010 |
| ---- | ---- | ---- |
| 81   | ↗93  | ↗95  |